# The Mystery of the Mary Celeste
Pour plus de détails, voir Fiche technique et Distribution.
The Mystery of the Mary Celeste (parfois orthographiée The Mystery of the Marie Celeste) est un film britannique réalisé par Denison Clift, sorti en 1935.

## Synopsis
L'équipage d'un voilier se rend compte qu'un assassin est monté à bord lorsque des matelots sont retrouvé un à un sans vie.

## Fiche technique
- Titre : The Mystery of the Mary Celeste
- Réalisation : Denison Clift
- Scénario : Denison Clift et Charles Larkworthy
- Photographie : Eric Cross et Geoffrey Faithfull
- Montage : John Seabourne Sr.
- Production : Henry Passmore
- Société de production : Hammer Films
- Pays de production :  Royaume-Uni
- Genre : Drame et horreur
- Durée : 80 minutes
- Dates de sortie : 
  -  Royaume-Uni : 14 novembre 1935 (Londres), 27 avril 1936

## Distribution
- Béla Lugosi : Anton Lorenzen
- Shirley Grey : Sarah Briggs
- Arthur Margetson : Capitaine Benjamin Briggs
- Edmund Willard : Toby Bilson
- Dennis Hoey : Tom Goodschard
- Clifford McLaglen : Capitaine Jim Morehead